# Disolvente aprótico polar
Un disolvente aprótico polar es un disolvente que carece de un protón ácido y es polar. Estos disolventes carecen de grupos hidroxilo y amina. A diferencia de los disolventes próticos, estos disolventes no sirven como donantes de protones en los enlaces de hidrógeno, aunque pueden ser aceptores de protones. Muchos disolventes, incluidos los clorocarbonos y los hidrocarburos, se clasifican como apróticos, pero los disolventes apróticos polares son de particular interés por su capacidad para disolver sales.  
| Disolvente                    | Fórmula química | Punto de ebullición | Constante dieléctrica | Densidad    | Momento dipolar (D) | Comentario                                                     |
| ----------------------------- | --------------- | ------------------- | --------------------- | ----------- | ------------------- | -------------------------------------------------------------- |
| Disolventes apróticos polares |                 |                     |                       |             |                     |                                                                |
| acetona                       | C3H6O           | 56,05 °C            | 21,83                 | 0,7845 g/mL | 2,91                | reacciona con ácidos y bases fuertes                           |
| acetonitrilo                  | CH3CN           | 81,3 - 82,1 °C      | 38,30                 | 0,776 g/mL  | 3,20                | reacciona con ácidos y bases fuertes                           |
| diclorometano                 | CH2Cl2          | 39,6 °C             | 9,08                  | 1,3266 g/mL | 1,6                 | punto de ebullición bajo                                       |
| dimetilformamida              | (CH3)2NCHO      | 153 °C              | 36,70                 | 0,95 g/mL   | 3,86                | reacciona con bases fuertes                                    |
| dimetilpropilenurea           | (CH3)2C4H6N2O   | 246,5 °C            | 36,12                 | 1,064 g/mL  | 4,23                | alto punto de ebullición                                       |
| dimetilsulfóxido              | (CH3)2SO        | 189 °C              | 46,70                 | 1,1 g/mL    | 3,96                | reacciona con bases fuertes, difíciles de purificar            |
| acetato de etilo              | C4H8O2          | 77,11 °C            | 6,02                  | 0,902 g/mL  | 1,88                | reacciona con bases fuertes                                    |
| hexametilfosforamida          | [(CH3)2N]3PO    | 232,5 °C            | 29,60                 | 1,03 g/mL   | 5,38                | alto punto de ebullición, alta toxicidad                       |
| piridina                      | C5H5N           | 115 °C              | 13,30                 | 0,982 g/mL  | 2,22                | reacciona con los ácidos prótico y de Lewis                    |
| sulfolano                     | C4H8SO2         | 286 °C              | ?                     | 1,27 g/mL   | 4,8                 | alto punto de ebullición                                       |
| tetrahidrofurano              | C4H8O           | 66 °C               | 7,60                  | 0,887 g/mL  | 1,75                | Polimeriza en presencia de ácidos próticos y de Lewis fuertes. |